# TV-året 2010

## Trender
- Augusti - Olika Internettjänster har på några år minskat det traditionella TV-tittandet från att cirka 10 år tidigare varit mer allmänt till att det uppstått en bild av den traditionella TV-tittaren som en äldre person.[1][2]

## Händelser

### Januari
- 18 januari - Kunskapskanalen och SVT24 byter kanalplatser, vilket resulterar i att Kunskapskanalen får utökade sändningstider, medan SVT24 endast sänder kvällar och nätter.[3]

### April
- 3 april - I Storbritannien lanseras Sky 3D som Europas första TV-kanal i 3D.[4]

### Maj
- 1 maj - Nyzeeländska musik-TV-kanalen C42 lanseras, med målet att spela 30% nyzeeländsk musik[5][6]
- 6 maj - Brittiska Sky News blev den första nyhetskanalen i Europa som sänder dygnet runt i HD. Starten skedde i samband med det brittiska parlamentsvalet.[7]

### Augusti
- 1 augusti - Sveriges inför en ny radio- och TV-lagstiftning, som bland annat innebär liberalare regler för reklam.[8] Samtidigt upphörde de svenska myndigheterna GARN och RTTV, vilka ersätts med Myndigheten för press, radio och tv.[9]
- 29 augusti - Primetime Emmy Award 2010 äger rum i USA.[10]

### September
- 4 september - Kristallen 2010 ägde rum i Sverige. TV4 var värdkanal och Tilde de Paula och Linda Lindorff var programledare. Caroline Giertz agerade eftersnacksprogramledare på TV4+.
- 7 september – Den svenska TV-kanalen ZTV läggs ner och ersätts av betalkanalen TV10.[11]
- 19 september - Riksdagsvalet i Sverige äger rum, och både SVT och TV4 har direktsända valvakor för att följa valutgången.[12]
- 21 september – Den svenska TV-kanalen SVT1 inleder sändningar i High definition-format i en parallellkanal benämnd SVT1 HD.

### November
- 1 november – Den svenska TV-kanalen SVT2 börjar sända en parallellkanal i HD-format, kallad SVT2 HD.[13]

## TV-program

### ABC
- 23 maj - Sista avsnittet av Lost sändes i USA.[14]

### BBC
- 26 december - TV-serien Upstairs Downstairs börjar sändas. Första avsnittet heter "The Fledgling".[15]

### ITV
- 26 september - TV-serien Downton Abbey börjar sändas.[16]

### Nickelodeon
- 2 oktober - T.U.F.F. Puppy får premiär på Nickelodeon.[17]

### Sveriges Television
- 1 januari - Premiär för miniserien Olycksfågeln
- 6 januari - Repris från 1994 av föreställningen Soldat Bom från Fredriksdalsteatern med Nils Poppe
- 8 januari - Brittiska trädgårdsprogrammet Värdshusträdgården (Heaven's Garden)
- 13 januari - Ny omgång av Uppdrag granskning med Janne Josefsson
- 13 januari - Ungdomsserien Dubbelliv hade premiär i SVT Barnkanalen.
- 15 januari - Tredje säsongen av pratshowen Skavlan
- 18 januari - Svenska idrottsgalan 2010 från Globen
- 19 januari - Tjugonde säsongen av Debatt med Belinda Olsson
- 20 januari - Andra Avenyns tredje säsong fortsatte efter juluppehållet.
- 25 januari - Guldbaggegalan 2010 från Cirkus
- 30 januari - Barnprogrammet Vid Vintergatans slut hade premiär.
- 31 januari - Vetenskapsdokumentärserien Resan till livets kärna med Lennart Nilsson, i regi av Mikael Agaton hade premiär i Kunskapskanalen.
- 4 februari - Ny omgång av konsumentprogrammet Plus med Sverker Olofsson
- 6 februari - Melodifestivalen 2010 startade.
- 7 mars - Danska dramaserien Livet på Lærkevej
- 17 mars - Teatersupén sände sitt sista avsnitt.
- 17 mars - Uppfinnarprogrammet Draknästet sände sitt allra sista avsnitt.
- 18 mars - Frågesportprogrammet På spåret sände sitt sista avsnitt.
- 18 mars - Dramaserien Ont blod sände sitt sista avsnitt.
- 21 mars - Programmet Bubblan startade.
- 27 mars - Barnprogrammet Vid vintergatans slut sände sitt sista avsnitt.
- 13 mars - Vinnaren i Melodifestivalen 2010 korades, vilket blev Anna Bergendahl med låten This Is My Life.
- 19 mars - Femtonde säsongen av Så ska det låta med Peter Settman
- 20 mars - Premiär för underhållningsprogrammet Jakten på Julia med Johan Wester
- 28 mars - Andra säsongen av samhällsprogrammet Annas eviga med Anna Lindman Barsk
- 10 april - Fjärde omgången av Wild Kids med Ola Lindholm
- 11 april - Dokumentärfilmen Jakten på Bernhard av David Liljemark
- 19 april - Ny omgång av Kommissarie Winter med Magnus Krepper
- 22 april - Matprogrammet Landgång med kocken German Zamudio och programledaren Anne Lundberg
- 24 april - Brittiska naturdokumentärserien Naturens stora skådespel̈́' med David Attenborough (Nature's Great Event)
- 30 april  - Tredje säsongen av Trädgårdsfredag med Pernilla Månsson Colt
- 5 maj - Andra Avenyns allra sista avsnitt sändes.[18]
- 11 maj - Norska kriminalserien Godnatt älskade (God natt, elskede)
- 16 maj - Tredje säsongen av amerikanska dramaserien Tudors
- 18 maj - Polska dramaserien Londoners (Londynczycy)
- 22 maj - Vinnaren av rollen Julia korades i Jakten på Julia. Lisette Pagler blev slutgiltig vinnare.
- 29-30 maj - Finalen i Eurovision Song Contest 2010 direktsändes från Oslo i Norge. Lena Meyer-Landrut från Tyskland vann hela tävlingen, vilket gör att Tyskland får arrangera 2011 års tävling.
- 3 juni -  Säsongsavslutning för Mitt i naturen.
- 3 juni - I säsongsavslutningen för Plus gjorde Sverker Olofsson sist allra sista program som programledare för Plus.
- 3 juni -  Säsongsavslutning för Fem år på Mars.
- 3 juni - Säsongsavslutning för Babel.
- 4 juni - Säsongsavslutning för Så ska det låta.
- 5 juni - Säsongsavslutning för Naturens stora skådespel.
- 5 juni - Teatermonologen Bergsprängardottern som exploderade av och med Lo Kauppi sändes under programformatet Veckans föreställning.
- 6 juni - Säsongsavslutning för Bubblan.
- 6 juni - Säsongsavslutning för Teckenspråk är inte hela världen men....
- 6 juni - Säsongspremiär av Vi är alla Abrahams barn.
- 7 juni - Säsongspremiär av Det goda livet.
- 7 juni - Säsongspremiär av Harry och Charles.
- 7 juni - Säsongsavslutning för Fotbollskväll.
- 8 juni - Säsongspremiär av Fotbollsfruar i Sydafrika.
- 9 juni - Säsongsavslutning för Nors attraktion.
- 9 juni - Säsongspremiär av Hundra procent bonde.
- 14 juni - Sommarlov 2010 startar i SVTB.
- 20 juni - Repris från 2002 av komediserien Cleo med Suzanne Reuter
- 22 juni - Premiär för brittiska Engelska Antikrundan (Antiques Roadshow)
- 25 juni - Midsommarfirande i Midsommar med Ola med Ola Lindholm
- 28 juni - Andra säsongen av amerikanska dramaserien In Treatment
- 29 juni - Ny omgång av Allsång på Skansen med Anders Lundin
- 2 juli - Brittiska Engelska trädgårdar (Gardeners' World)
- 4 juli - Repris från 1973 av dramaserien Någonstans i Sverige
- 13 juli - Trettonde säsongen av Morden i Midsomer
- 15 juli - Andra säsongen av norska dramaserien Himmelblå
- 17 juli - Underhållningsserien Sommarkväll med Anne Lundberg
- 25 juli - Brittiska realityserien Det stora beslutet (Gerry's Big Decision) med affärsmannen Gerry Robinson
- 26 juli - Repris från 2001 av dramaserien Pusselbitar med Erik Johansson
- 29 juli - Säsongspremiär av Hemliga prinsar.
- 31 juli - Säsongsavslutning för Merlin.
- 31 juli - Säsongsavslutning för k d lang i London.
- 1 augusti - Säsongsavslutning för Turdors.
- 1 augusti - Säsongspremiär av Kriminalhistoriska berättelser.
- 2 augusti - Säsongspremiär av Danmark på distans.
- 3 augusti - Säsongsavslutning för Dieternas kamp.
- 3 augusti - Säsongsavslutning för Morden i Midsomer.
- 3 augusti - Säsongsavslutning för Cirkusliv.
- 4 augusti - Säsongsavslutning för Flyttlasset går.
- 4 augusti - Säsongsavslutning för Situation senior.
- 4 augusti - Säsongsavslutning för Fashion.
- 4 augusti - Säsongspremiär av Kära medborgare.
- 6 augusti - Sista avsnittet av Hemma hos....
- 6 augusti - Sista avsnittet av Engelska trädgårdar.
- 7 augusti - TV-programmet Demons har premiär.
- 8 augusti - Brittiska dramaserien Förnuft och känsla med Hattie Morahan
- 12 augusti - Säsongsavslutning för Mitt i naturen.
- 12 augusti - Säsongsavslutning för Folk i farten.
- 13 augusti - Säsongspremiär av Trädgårdsfredag.
- 13 augusti - Säsongsavslutning för In treatment.
- 15 augusti - Säsongsavslutning för Någonstans i Sverige.
- 16 augusti - Dokumentärserien Tom Alandh i Sverige av Tom Alandh
- 17 augusti - Säsongsavslutning för Allsång på Skansen.
- 19 augusti - Säsongsavslutning för Nip/Tuck.
- 20 augusti - Sjätte säsongen av underhållningsprogrammet Doobidoo
- 31 augusti - Tjugoförsta säsongen av debattprogrammet Debatt med Belinda Olsson
- 4 september - Intervjuprogrammet Här är ditt liv med Ingvar Oldsberg
- 9 september - Ny säsong av litteraturprogrammet Babel med Jessika Gedin
- 17 september - Partiledardebatten inför riksdagsvalet 2010 leds av Anna Hedenmo och Mats Knutson
- 21 september - Amerikanska versionen av Vem tror du att du är? (Who Do You Think You Are?)
- 22 september - Andra säsongen av danska kriminalserien Brottet
- 24 september - Fjärde omgången av pratshowen Skavlan med Fredrik Skavlan
- 25 september - Första avsnittet av populärhistoriska Svenska hemligheter
- 25 september - Andra säsongen av Från Lark Rise till Candleford
- 26 september - Första avsnittet av amerikanska thrillerserien The Event
- 26 september - Första säsongen av humorserien Starke man med Anders Jansson
- 28 september - Premiär för intervjuprogrammet Sverker rakt på med Sverker Olofsson
- 2 oktober - Sjätte säsongen av pratshowen Robins med Robin Paulsson
- 5 oktober - Ny omgång av kulturprogrammet Kobra med Kristofer Lundström
- 15 oktober - Insamlingsgalan Tillsammans för världens barn med Rickard Olsson
- 18 oktober - Seriestart för dramaserien Våra vänners liv.
- 19 oktober - Säsongspremiär av Veckans brott.
- 19 oktober - Säsongspremiär av State of Mind.
- 8 november - Webbjokerfinalen till Melodifestivalen 2011 sändes på SVT24. Vann gjorde Julia Alvgard och Jonas Mattsson.
- 8 november - Seriestart för dokumentärserien Ung och bortskämd.
- 8 november - Seriestart för Grotesco 2.
- 9 november - Tredje säsongen av släktforskningsserien Vem tror du att du är?
- 13 november - Ny omgång av brittiska kriminalserien Svindlarna (Hustle) med Robert Glenister
- 19 november - Säsongsavslutning för Doobidoo.
- 20 november - Den fjärde säsongen för Vinterstudion med André Pops.
- 25 november - Seriestart för nya Plus med Charlie Söderberg, Åsa Avdic och Mathias Andersson som nya programledare.
- 26 november - Tjugoförsta säsongen av På spåret med Kristian Luuk
- 1 december - Seriestart för 2010 års julkalender Hotell Gyllene Knorren.
- 2 december - Säsongspremiär av Räddningspatrullen.
- 16 december - Sista programmet av Plus höstsäsong.
- 4 december - Säsongsavslutning av Från Lark Rise till Candleford.
- 5 december - Säsongsavslutning av The Event.
- 17 december - Skavlans' sista avsnitt för säsongen.
- 18 december - Scenversionen av Scener ur ett äktenskap från Dramaten med Jonas Karlsson och Livia Millhagen
- 21 december - Serieavslutning för Ung och bortskämd.
- 22 december - Serieavslutning för Våra vänners liv.
- 22 december - SVT sänder en krönika om Melodifestivalen 2010, samt en fortsättning om den kommande festivalen. Programledare är Måns Zelmerlöw.
- 23 december - Reprisstart för Lasse-Majas detektivbyrå.
- 24 december - Serieavslutning för 2010 års julkalender Hotell Gyllene Knorren.
- 24 december - André Pops är årets julvärd
- 24 december - Kalle Anka och hans vänner önskar God Jul sänds traditionsenligt.
- 25 december - H.M. Konungens jultal sänds.
- 25 december - Femte säsongen av Stjärnorna på slottet
- 27 december - Det kungliga bröllopet – bakom kulisserna sänds.
- 27 december - Seriestart för Drottningoffret.
- 27 december - Brittiska dramaserien Desperate Romantics
- 27 december - Svenska dramaserien Drottningoffret med Alexandra Rapaport
- 30 december - Sissela Kyle – Dina dagar är räknade sänds.
- 31 december - Skavlan sänder ett specialprogram med intervjuer från säsongen som gått.
- 31 december - Nyår på Skansen sänds traditionsenligt.

### TV3
- 17 januari - Nypremiär för Blåsningen.
- 18 januari - Premiär för Miljonlotteriet Lyckohjulet.
- 20 januari - Sjätte säsongen av Lyxfällan
- 21 januari - Repris av tredje säsongen av Grannfejden
- 28 januari - Pilotavsnitt för Fantastiska Nöjen.
- 3 februari - Ny säsong av Efterlyst startade.
- 11 februari - Säsongsavslutning av Kniven mot strupen.
- 15 februari - Femte säsongen av inredningsprogrammet Design: Simon & Tomas
- 15 februari - Premiär för Ringoling.
- 2 mars - Andra säsongen av amerikanska kriminalserien The Mentalist
- 8 mars - Premiär för Stjärnkockarna
- 8 mars - Andra säsongen av realityserien Svenska Hollywoodfruar
- 11 mars - Ny säsong av Lyxfällan.
- 11 mars - Nypremiär för Fantastiska Nöjen.
- 14 mars - Säsongsavslutning av Blåsningen.
- 15 mars - Premiär för Petra Mede Show med Petra Mede
- 18 mars - Säsongstart för Sveriges fulaste hem.
- 19 mars - Säsongspremiär av Hell's Kitchen (TV-serie).
- 19 mars - Femte säsongen av amerikanska komediserien How I Met Your Mother
- 20 mars - Säsongspremiär för Just shoot me.
- 20 mars - Säsongsavslutning av Models of the runway.
- 21 mars - Säsongsavslutning av Scrubs.
- 21 mars - Säsongsavslutning av Blåsningen.
- Natten 23-24 mars - Säsongpremiär av The Riches.
- 24 mars - Säsongsavslutning av Top model 9.
- 24 mars - Säsongsavslutning för Stjärnkockarna.
- 31 mars - Premiär för realityserien Sandhamn.
- 31 mars - Premiär för Anna Anka söker assistent.
- 20 maj - Andra säsongen av realityserien Kniven mot strupen
- 28 maj - Amerikanska komediserien It Only Hurts When I Laugh
- 3 juni - Amerikanska dramaserien Parenthood med Lauren Graham
- 5 juni - Säsongspremiär av Lois & Clark.
- 5 juni - Säsongspremiär av Community.
- 6 juni - Amerikanska dramaserien Miami Medical
- 7 juni - Säsongspremiär av Design: Simon & Tomas.
- 9 juni - Säsongspremiär av Morden i Midsomer.
- 9 juni - Säsongspremiär av Bionic woman.
- 5 juli - Realityserien Danska Hollywoodfruar
- 4 augusti - Säsongspremiär av Morden i Midsomer.
- 8 september - Ny omgång av Efterlyst med Hasse Aro
- 4 oktober - Fjortonde säsongen av America's Next Top Model
- 7 oktober - Nionde säsongen av Lyxfällan
- 9 oktober - Premiär för underhållningsprogrammet The Marriage Ref med Tom Papa
- 13 oktober - Femte säsongen av Grannfejden
- 19 oktober - Premiär för livsstilsprogrammet I form med Anna Anka med Anna Anka
- 21 oktober - Premiär för Veckans kanin med Alex Schulman
- 25 oktober - Tredje säsongen av realityserien Svenska Hollywoodfruar
- 11 november - Premiär för Byggfällan med Renée Nyberg
- 5 december - Sjätte säsongen av amerikanska kriminalserien Bones

### TV4
- 3 januari - Repris av andra säsongen av Berg flyttar in
- 5 januari - Ny säsong av inredningsprogrammet Bygglov
- 8 januari - Femte säsongen av Let's Dance startar.
- 10 januari - Ny säsong av I en annan del av Köping startar.
- 11 januari - Andra säsongen av realityserien Familjen Annorlunda
- 11 januari - Ny säsong av Spårlöst startar.
- 11 januari - Ny säsong av Förkväll startar.
- 12 januari - Säsongavslutning för Jag ska bli stjärna.
- 14 januari - Andra omgången av realityserien Made in Sweden
- 14 januari - Säsongsavslutning för Halv åtta hos mig.
- 18 januari - Ny säsong av Halv åtta hos mig startar.
- 20 januari - Ny säsong av Kvällsöppet med Ekdal startar.
- 29 januari - Premiär för komediserien Solsidan
- 30 januari - Säsongsavslutning för Robinson Karibien.
- 31 januari - Ny omgång av matlagningsprogrammet Vad blir det för mat? med Per Morberg
- 7 februari - Ny säsong av Kalla Fakta startar.
- 11 februari - Säsongsavslutning för Made in Sweden.
- 14 februari - Säsongsavslutning för I en annan del av Köping.
- 3 mars - Premiär för realityserien Drömmen om Italien
- 3 mars - Premiär för dokumentärserien Fuskbyggarna med Martin Timell
- 4 mars - Tredje säsongen av Sveriges värsta bilförare
- 7 mars - Ny säsong av Parlamentet med Anders S. Nilsson
- 15 mars -  Säsongsavslutning för Familjen Annorlunda.
- 16 mars - Säsongavslutning för Bygglov.
- 20 mars - Fjärde säsongen av Körslaget med Gry Forssell
- 22 mars - Premiär för historiska dramaserien Arn
- 23 mars - Ny säsong av Äntligen hemma startar.
- 24 mars - Säsongsavslutning för Kvällsöppet med Ekdal.
- 26 mars - Säsongsavslutning och final för Let's Dance 2010.
- 2 april - Talang 2010, har premiär.
- 9 april - Säsongsavslutning för Halv åtta hos mig.
- 10 april - Säsongsavslutning för Solsidan.
- 13 april - Amerikanska dramaserien The Good Wife med Julianna Margulies
- 16 april - Amerikanska komediserien Modern Family med Ed O'Neill
- 17 april - Nyhetsmorgons helgsändningar sänder från idag mellan 07.58 och 11.30.
- 22 april - Säsongsavslutning för Sveriges värsta bilförare.
- 26 april - Arn har avslutning.
- 29 april - Dokumentärserien Familjen Bernadotte av Gregor Nowinski
- 29 april - Sveriges historia med Dick Harrison och Martin Timell har premiär.
- 1 maj - Säsongsavslutning och final för Körslaget 2010
- 2 maj - Humorgalan för varenda unge sänds för åttonde gången.
- 3 maj - Porträttprogram inför höstens Bonde söker fru.
- 3 maj - Säsongsavslutning för Spårlöst.
- 5 maj - Säsongsavslutning för Drömmen om Italien.
- 5 maj - Säsongsavslutning för Fuskbyggarna.
- 9 maj - Säsongsavslutning för Kalla Fakta.
- 15 maj - Ny säsong av Sommarkrysset startar.
- 24 maj - Brittiska kriminalserien Kommissarie Anna Travis (Above Suspicion 2: The Red Dahlia)
- 30 maj - Säsongsavslutning för Parlamentet.
- 3 juni - Säsongsavslutning för Familjen Bernadotte.
- 3 juni - Säsongsavslutning för Sveriges historia.
- 4 juni - Säsongsavslutning och final för Talang 2010.
- 5 juni - Säsongsavslutning för Postkodmiljonären.
- 7 juni - Premiär för Bröllopsstudion.
- 8 juni - Säsongsavslutning för Äntligen hemma.
- 10 juni - Säsongsavslutning för Förkväll.
- 15 juni - Andra säsongen av brittiska dramaserien Älskarinnor (Mistresses)
- 19 juni - Säsongsavslutning för Bröllopsstudion.
- 21 juni - Ny omgång av Lotta på Liseberg med Lotta Engberg
- 23 juni - Brittiska miniserien Devil's Mistress (The Devil's Whore) med Andrea Riseborough
- 30 juni - Ny omgång av brittiska detektivserien Miss Marple
- 1 juli - Ny omgång av Sommar med Ernst med Ernst Kirchsteiger
- 9 juli - Premiär för Postkodkampen med Rickard Sjöberg
- 17 juli - Repris från 2009 av Leila på landet med Leila Lindholm
- 29 juli - Säsongsavslutning för Survivor.
- 5 augusti - Sista avsnittet för dokumentärserien Kvinnor som mördar.
- 8 augusti - Sista avsnittet för Glee.
- 8 augusti - Säsongspremiär av The Diplomat.
- 9 augusti - Säsongsavslutning för Lotta på Liseberg.
- 10 augusti - Säsongsavslutning för Älskarinnor.
- 20 augusti - Säsongsavslutning för  Postkodkampen.
- 21 augusti - Säsongsavslutning för Sommarkrysset.
- 21 augusti - Ny säsong av Postkodmiljonären startar.
- 23 augusti - Tolfte säsongen av Fångarna på fortet med Gunde Svan och Agneta Sjödin
- 23 augusti - Ny säsong av Time Out startar.
- 23 augusti - Ny version av gamla Rena rama Rolf-avsnitt har premiär.
- 26 augusti - Säsongsavslutning för Sommar med Ernst.
- 28 augusti - Premiär för underhållningsprogrammet Dansfeber
- 1 september - Första omgången av Fångarna på fortet avslutas.
- 1 september - Säsongsavslutning för Time Out.
- 2 september - Avslutning av den nya versionen av gamla Rena rama Rolf-avsnitt.
- 6 september - Ny säsong av Halv åtta hos mig startar.
- 6 september - Andra säsongen av Biggest Loser Sverige med Jessica Almenäs
- 7 september - Sjunde säsongen av Idol
- 7 september - Brittiska kriminalserien Whitechapel med Rupert Penry-Jones
- 13 september - Ny säsong av Kvällsöppet med Ekdal startar.
- 19 september - Ny säsong av Parlamentet startar.
- 21 september - Ny säsong av Efter tio startar.
- 22 september - Välkommen åter, svensk komediserie har premiär.
- 22 september - Tredje säsongen av Berg flyttar in med Carina Berg
- 26 september - Ny säsong av Kalla fakta startar.
- 27 september - Premiär för teknikserien Felix stör en ingenjör med Felix Herngren
- 4 oktober  - Ny säsong av Förkväll startar.
- 5 oktober - Ny säsong av Äntligen hemma startar.
- 6 oktober - Femte säsongen av dejtingprogrammet Bonde söker fru med Linda Lindorff
- 7 oktober - Premiär för underhållningsprogrammet Robinson 2010 med Paolo Roberto
- 7 oktober- Hellenius hörna, har premiär.
- 9 oktober - Säsongsavslutning för Dansfeber.
- 22 oktober - Andra säsongen av Cirkus Möller med Måns Möller
- 23 oktober - Premiär för underhållningsprogrammet Så mycket bättre
- 2 november - Sjätte säsongen av dramaserien House
- 10 november - Säsongsavslutning för Berg flyttar in.
- 17 november - Säsongsavslutning för Välkommen åter.
- 22 november - Säsongsavslutning för Biggest loser.
- 24 november - Svenska miniserien Maria Wern - Stum sitter guden
- 6 december - Säsongsavslutning för The Good wife.
- 6 december - Säsongspremiär för Sons of Tucson.
- 9 december -  Säsongsavslutning för Halv åtta hos mig.
- 10 december - Final i Idol 2010.
- 10 december - Säsongsavslutning för Cirkus Möller.
- 11 december - Säsongsavslutning för Så mycket bättre.
- 12 december - Säsongsavslutning för Kalla fakta.
- 13 december - Våra barns liv har premiär.
- 14 december - Säsongsavslutning för Äntligen hemma.
- 15 december - Säsongsavslutning för Maria Wern.
- 16 december - Säsongsavslutning för Hellenius hörna.
- 16 december - Säsongsavslutning för Våra barns liv.
- 18 december - Final i Robinson 2010.
- 19 december - Säsongsavslutning för Parlamentet.
- 20 december - Säsongspremiär för Jul med Ernst.
- 20 december - Svenska miniserien Morden i Sandhamn
- 21 december - Säsongsavslutning för Jul med Ernst.
- 22 december - Säsongsavslutning för Morden i Sandhamn.
- 22 december - Säsongsavslutning för Förkväll.
- 23 december - Säsongsavslutning för Bingolotto.
- 24 december - Tildes julstuga direktsänds.
- 25 december - Fångarna på fortet fortsätter.
- 27 december - Nyår med Tina har premiär.
- 28 december - Säsongsavslutning för Nyår med Tina.
- 29 december - Säsongsavslutning för Bonde söker fru.
- 30 december - Eldsjälsgala med miljonbingo direktsänds.
- 31 december - Tildes nyår  direktsänds.

### Kanal 5
- 4 januari - Ny säsong av RAW Comedy Club.
- 13 januari - Ny säsong av Roomservice.
- 9 februari - Vinterspelen Åre 2010 har premiär.
- 11 februari - Säsongsavslutning för Vinterspelen Åre 2010.
- 22 februari - Säsongsavslutning för RAW Comedy Club
- 1 mars - Ny säsong av Boston Tea Party startar.
- 2 mars - Första avsnittet av dejtingprogrammet Dating in the dark
- 2 mars - Premiär för amerikanska dramaserien Cougar Town med Courteney Cox
- 14 mars - Ny säsong av Ballar av stål startar.
- 14 mars - Ny säsong av Wipeout startar.
- 15 mars - Håkans bar har premiär.
- 24 mars - Säsongsavslutning för Roomservice.
- 31 mars - Ny säsong av Arga snickaren startar.
- 5 april - Säsongsavslutning för Boston Tea Party.
- 12 april - Andra säsongen av Roast på Berns
- 20 april - Säsongsavslutning för Dating in the dark.
- 17 maj - Tävlingen Djävulsrallyt med Ulf Elfving
- 30 maj - Matlagningsprogrammet Jamies Amerika med Jamie Oliver (Jamie's American Road Trip)
- 8 juni - Andra säsongen av dokumentärserien Ullared
- 21 juni - Repris av första säsongen av Färjan från 2008
- 29 juli - Säsongsavslutning för Rules of engagement.
- 1 augusti - Säsongsavslutning för Trinny och Susannah stylar Amerika.
- 1 augusti - Säsongsavslutning för Greek.
- 2 augusti - Säsongsavslutning för Las Vegas.
- 2 augusti - Ny säsong av Rules of engagement.
- 7 augusti - Ny säsong av Sabrina - tonårshäxan.
- 7 augusti - Ny säsong av tv-programmet Vänner.
- 8 augusti - Greek har säsongspremiär.
- 8 augusti - Säsongsavslutning för Inside.
- 9 augusti - Säsongspremiär av Sjunde himlen.
- 9 augusti - Säsongspremiär av Dangerous jobs for girls.
- 9 augusti - Säsongsavslutning för One tree hill.
- 9 augusti - Säsongsavslutning för Vänner.
- 9 augusti - Säsongsavslutning för The life & time of Tim.
- 10 augusti - Säsongspremiär av One tree hill.
- 10 augusti - Säsongspremiär av Vänner.
- 6 september - Säsongspremiär av Lite Sällskap.
- 6 september - Andra säsongen av dokumentärserien Ullared
- 8 september - Säsongspremiär av Kungarna av Tylösand.
- 8 september - Fjärde säsongen av Arga snickaren
- 8 september - Säsongspremiär av Skånefruar.
- 5 oktober - Premiär för dokumentärserien Sveriges skönaste familjer
- 10 oktober - Fjärde säsongen av amerikanska dramaserien Gossip Girl
- 1 november: Böda Camping, har premiär.
- 7 november - Tredje säsongen av underhållningsserien Vem kan slå Filip och Fredrik med Filip och Fredrik
- Hösten 2010: SOS Västkusten, har premiär.
- Hösten 2010: Sveriges Skönaste Familjer, har premiär.
- Hösten 2010: Ny säsong av RAW Comedy Club, har premiär.
- 2-3 december - Säsongsavslutning för Spooks.
- 3 december - Säsongspremiär av Jerseylicious.
- 6-7 december - Säsongspremiär av Spooks.
- 20 december - Säsongsavslutning för Böda Camping.

### TV6
- 2 februari - Säsongsavslutning för Paradise Hotel.
- 5 februari - Amerikanska fantasyserien Legend of the Seeker
- 11 februari - Amerikanska skräckserien Vampire Diaries
- 1 mars - Premiär för Rivstart.
- 1 mars - Guldfeber har premiär.
- 19 april - Säsongsavslutning för Guldfeber.
- 24 juni - Säsongsavslutning för Rivstart.
- 16 augusti  - Ny säsong av Rivstart startar.
- 30 augusti - Premiär för Gumball 3000 med Erik & Mackan.
- 7 september - Sista sändningsdagen för Rivstart i TV6 innan man flyttar till TV10.
- 11 oktober - Ny säsong av Paradise hotel startar.
- 11 oktober - Säsongsavslutning för Gumball 3000 med Erik & Mackan.
- 16 december - Säsongsavslutning för Paradise hotel.

### TV4 Plus
- 10 januari - Ny säsong av BingoLotto startar.
- 12 januari - Ny säsong av Såld på hus startar.
- 13 januari - Ny säsong av Det okända startar.
- 20 januari - Ny säsong av Kattis & Company startar.
- 16 mars - 112 - på liv och död har premiär.
- 16 mars -  Säsongsavslutning för Såld på hus.
- 18 mars - Ny säsong av Vad blir det för mat startar.
- 23 mars - Ny säsong av Tinas Trädgård startar.
- 24 mars - Säsongsavslutning för Kattis & Company.
- 31 mars - Ny säsong av Leila bakar startar.
- 14 april - Säsongsavslutning för Det okända.
- 22 april - Ny säsong av Antikdeckarna startar.
- 18 maj - Säsongsavslutning för 112 - på liv och död.
- 25 maj - Säsongsavslutning för Tinas Trädgård.
- 27 maj - Säsongsavslutning för Leila bakar.
- 10 juni - Säsongsavslutning för Antikdeckarna.
- 13 juni - Säsongsavslutning för BingoLotto.
- 21 juni - Ny säsong av Dagens man startar.
- 9 juli - Säsongsavslutning för Dagens man.
- 9 augusti - Ny säsong av Det okända startar.
- 12 augusti - Ny säsong av Antikdeckarna startar.
- 12 augusti - Ny säsong av Vad blir det för mat startar.
- 15 augusti - Ny säsong av BingoLotto startar.
- 24 augusti - Ny säsong av Såld på hus startar.
- 5 oktober - Ny säsong av 112 - på liv och död startar.
- 6 oktober - Ny säsong av Plastikkirurgerna startar.
- 13 oktober - Pågående säsongen av Plastikkirurgerna tar uppehåll.
- 20 oktober - Slit eller släng, har premiär.
- 28 oktober - Säsongsavslutning för Antikdeckarna.
- 28 oktober - Säsongsavslutning för Vad blir det för mat.
- 1 november - Säsongsavslutning för Det okända.
- 4 november - Ladies på Östermalm, har premiär.
- 4 november - Leilas homedelivery, har premiär.
- 8 november - Dansbandsbrudar, har premiär.
- 23 november - Säsongsavslutning för Såld på hus.
- 7 december - Säsongsavslutning för 112 - på liv och död.
- 8 december - Säsongsavslutning för Sälj eller släng.
- 13 december - Säsongsavslutning för Dansbandsbrudar.
- 13 december - Svenska hjältar-galan sänds.
- 16 december - Säsongsavslutning för Leilas home delivery.
- 18 december - Säsongsavslutning för Robinson 2010.
- 19 december - Säsongsavslutning för Parlamentet.
- 19 december - Säsongsavslutning för Hellenius Hörna.
- 20-22 december - Morden i Sandhamn sänds.
- 23 december - Bingolottos uppesittarkväll sänds traditionsenligt.
- 25 december - Säsongsstart för Fångarna på fortets andra säsongshalva.

### Kanal 9
- 13 januari - Matlagningsprogrammet Spanien runt (Spain... on the Road Again) med Gwyneth Paltrow
- 20 juni - Brittiska TV-serien Kingdom med Stephen Fry
- 1 juli - Amerikanska kriminalserien Twin Peaks av David Lynch

### Canal Plus Series
- 9 april - Amerikanska dramaserien How to Make It in America

## Mest sedda program
| Program                                               | Tittare   | Kanal | Datum       | Ref    |
| Melodifestivalen - Final                              | 3 870 000 | SVT1  | 13 mars     | [ 19 ] |
| Kalle Anka och hans vänner önskar God Jul             | 3 355 000 | SVT1  | 24 december | [ 19 ] |
| Melodifestivalen - Deltävling 1                       | 2 975 000 | SVT1  | 6 februari  | [ 19 ] |
| Det kungliga bröllopet - Kortegen                     | 2 970 000 | SVT1  | 19 juni     | [ 19 ] |
| Det kungliga bröllopet - Vigseln                      | 2 925 000 | SVT1  | 19 juni     | [ 19 ] |
| Melodifestivalen - Andra chansen                      | 2 895 000 | SVT1  | 6 mars      | [ 19 ] |
| Melodifestivalen - Deltävling 3                       | 2 875 000 | SVT1  | 20 februari | [ 19 ] |
| Melodifestivalen - Deltävling 2                       | 2 825 000 | SVT1  | 13 februari | [ 19 ] |
| Nederländerna-Spanien, Fotbolls-VM, Final             | 2 660 000 | SVT1  | 11 juli     | [ 19 ] |
| OS i längdskidåkning, herrarnas 50 kilometer masstart | 2 510 000 | SVT1  | 28 februari | [ 19 ] |

## Avlidna
- 14 mars – Peter Graves, 83, amerikansk skådespelare (På farligt uppdrag, Farligt uppdrag).[20]
- 3 juni – Rue McClanahan, 76, amerikansk skådespelare (Maude, Pantertanter).[21]
- 29 september – Tony Curtis, 85, amerikansk skådespelare (Snobbar som jobbar).[22]
- 26 december – Jonas Falk, 66, svensk skådespelare (Läckan, Skeppsholmen, En ö i havet).[23]

### Fotnoter
1. ↑  Hamilton Nolan (11 augusti 2010). ”Confirmed: Only Old People Watch TV” (på engelska). Gawker. http://gawker.com/5610255/confirmed-only-old-people-watch-tv. Läst 20 december 2016.
2. ↑  Fiona Graham (13 maj 2011). ”Is the internet going to be the death of television” (på engelska). BBC. http://www.bbc.com/news/business-13377164. Läst 19 december 2017.
3. ↑  ”historia”. Sveriges Television. http://www.svt.se/omsvt/fakta/var-historia/televisionens-historia-i-artal. Läst 18 juli 2015.
4. ↑  Dan Whitworth (1 oktober 2010). ”Sky launches Europe's first 3D TV channel in the UK” (på engelska). BBC. http://www.bbc.co.uk/newsbeat/article/11446978/sky-launches-europes-first-3d-tv-channel-in-the-uk. Läst 18 juli 2015.
5. ↑  ”New music channel launched”. The New Zealand Herald. 15 april 2010. http://www.nzherald.co.nz/nz/news/article.cfm?c_id=1&objectid=10638588&ref=rss. Läst 16 april 2010.
6. ↑  ”MediaWorks to Launch Digital Music Channel C42”. Freeview. 15 april 2010. Arkiverad från originalet den 13 maj 2010. https://web.archive.org/web/20100513185813/http://freeviewnz.tv/site/news_article/mediaworks_to_launch_digital_music_channel_c42. Läst 16 april 2010.
7. ↑  ”Sky News HD Tapeless Workflow from Field to Playout” (på engelska). EVS. Arkiverad från originalet den 3 juni 2013. https://web.archive.org/web/20130603072431/http://www.evs.com/emea/case-studies/sky-news-hd-tapeless-workflow-field-playout. Läst 18 juli 2015.
8. ↑  Malin Ekman (31 juli 2010). ”Nya lagen ger mer reklam i TV”. Dagens nyheter. http://www.dn.se/ekonomi/nya-lagen-ger-mer-reklam-i-tv/. Läst 5 januari 2017.
9. ↑  ”Myndigheten för radio och tv”. Rättsnätet. 27 maj 2010. https://www.notisum.se/Pub/Default.aspx?pageid=295&gid=427. Läst 18 juli 2015.
10. ↑  Mikael Delin (26 augusti 2010). ”I natt kan han vinna en Emmy”. Nöjesbladet. http://www.tv4.se/tv4/artiklar/tv4-science-fiction-har-upph%C3%B6rt-501f841d04bf7273040001ab. Läst 18 juli 2015.
11. ↑  Leif Holmkvist (16 juni 2010). ”ZTV i graven”. Resume. http://www.resume.se/nyheter/artiklar/2010/06/16/ztv-i-graven/. Läst 18 juli 2015.
12. ↑  ”Oddsen visar: Valvakan slår nytt tittarrekord”. My Newsdesk. 17 september 2010. http://www.mynewsdesk.com/se/unibet/pressreleases/oddsen-visar-valvakan-slaar-nytt-tittarrekord-474775. Läst 18 juli 2015.
13. ↑  ”TV4 Science Fiction har upphört”. TV4. 6 augusti 2012. http://www.tv4.se/tv4/artiklar/tv4-science-fiction-har-upph%C3%B6rt-501f841d04bf7273040001ab. Läst 18 juli 2015.
14. ↑  ”The End” (på engelska). TV.Com. 23 maj 2010. http://www.tv.com/shows/lost/the-end-1335202/. Läst 18 juli 2015.
15. ↑  ”Season 1”. 26 december 2010. Arkiverad från originalet den 11 mars 2016. https://web.archive.org/web/20160311080616/http://akas.imdb.com/title/tt1782352/episodes?season=1. Läst 5 juni 2012.
16. ↑  ”Season 1”. 26 september 2010. Arkiverad från originalet den 10 mars 2016. https://web.archive.org/web/20160310195333/http://akas.imdb.com/title/tt1606375/episodes?season=1. Läst 5 juni 2012.
17. ↑  ”Purr-fect Partners / Doom-mates” (på engelska). TV Com. 2 oktober 2010. http://www.tv.com/shows/tuff-puppy/purr-fect-partners-doom-mates-1356958/. Läst 18 juli 2015.
18. ↑  ”Ingen fortsättning för AA”. SVT.se. 9 april 2010. Arkiverad från originalet den 12 juni 2011. https://web.archive.org/web/20110612074656/http://svt.se/2.70266/1.1957546/ingen_fortsattning_for_aa?lid=puff_1957592&lpos=lasMer. Läst 24 augusti 2013.
19. 1 2 3 4 5 6 7 8 9 10  "Årsrapport 2010" Arkiverad 6 januari 2014 hämtat från the Wayback Machine.. MMS.se. Läst 25 augusti 2013.
20. ↑  'Mission Impossible' actor Peter Graves dead at 83, CNN.com 15 mars 2010 (Arkiverad)
21. ↑  Pantertant har gått ur tiden, SVT Nyheter 4 juni 2010
22. ↑  Tony Curtis är död, SVT Nyheter 30 september 2010
23. ↑  Skådespelaren Jonas Falk är död, Sveriges Radio 5 januari 2011